# شرلی استریکلند
شرلی استریکلند (به انگلیسی: Shirley Strickland) ورزشکار زن رشتهٔ دو و میدانی اهل استرالیا است. وی در بین سال‌های ‎۱۹۴۸ تا ۱۹۵۶ میلادی در مسابقات بازی‌های المپیک تابستانی در مجموع ۷ مدال، شامل ۳ مدال طلا، ۱ نقره و ۳ برنز را کسب کرد.